# Umělecké studio bratří Vargasů

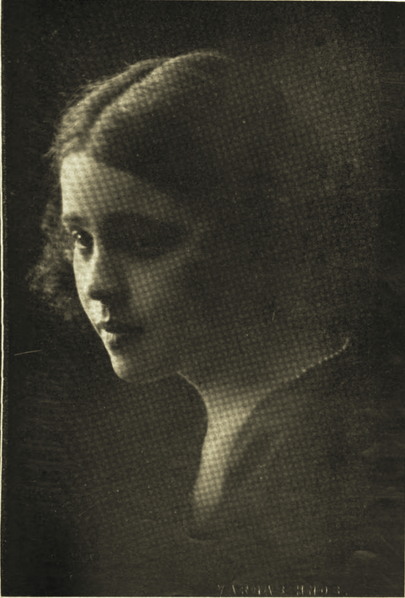
Umělecké studio bratří Vargasů: Senorita Laura Arispe, Arequipa, Peru, 1924

Umělecké studio bratří Vargasů (Estudio de Arte Vargas Hermanos, 1912–1958) bylo ikonické fotografické studio provozované bratry Carlosem a Miguelem Vargasovými v Arequipě v Peru. Negativy ateliéru, které získaly řadu ocenění za své fotografie a techniky, byly uchovány v digitální podobě.

## Historie
Carlos (1885-1979) a Miguel Vargasovi (1887-1976) se narodili ve skromných poměrech v Arequipě v Peru. V době, kdy studovali na salesiánské koleji v Arequipě, upoutali pozornost uznávaného fotografa Maxe T. Vargase, otce umělce Alberta Vargase, když sami sestrojili vlastní fotoaparát. Tento školní projekt získal stříbrnou medaili školy a krátce poté, v roce 1900, se bratři stali učni Maxe T. Vargase, přestože s ním nebyli v žádném příbuzenském vztahu.
V roce 1912 bratři Vargasovi otevřeli svůj ateliér a okamžitě se setkali s úspěchem. Galerie Estudio de Arte Vargas Hnos využívala luxusní prostředí a promítala eleganci své doby, se stala kulturním centrem města. V době, kdy Arequipa neměla jiné galerie ani muzea, umožňovalo studio bratří Vargasů malířům a dalším umělcům vystavovat svá díla. Ve 20. letech 20. století si studio získalo národní i mezinárodní reputaci. Bratři uspořádali šestnáct výstav svých nejlepších děl a často se objevovali v časopisech v Peru i v zahraničí. V roce 1925 jim byla v Buenos Aires na Salonu fotografického umění udělena zlatá medaile a Velká cena na oslavách stého výročí nezávislosti Bolívie . V roce 1928 byla jejich díla vystavena na výstavě v Seville ve Španělsku . 
Bratři Vargasovi, mistři techniky šerosvitu, která využívá vysoce kontrastní osvětlení k dosažení dramatického efektu, zachytili svět nostalgie a iluze. Mezi jejich nejpůsobivější díla patří nokturna, která zobrazují architekturu a krajinu Arequipy v kontrastu s noční oblohou. Využitím dlouhých expozic, ohňů a hořčíkových blesků bratři vytvořili snímky, které zachytily krásu andské oblohy. Ačkoli vynikali v portrétní tvorbě, například se svými snímky Helby Huary a Isabel Sanchez Osorio, studio vytvořilo rozmanitou škálu fotografií zobrazujících kostely, katastrofy, továrny, domy, nemocnice, kanceláře, průvody a školy. Když přišla Velká hospodářská krize a fotografie se stala luxusní a méně dostupnější pro průměrné lidi, propracované kulisy a kreativita, které byly jejich charakteristickým znakem, se změnily v modernější komerční fotografické studio. Podnik fungoval až do roku 1958. 

## Dědictví
V roce 1999 bylo inventarizováno a restaurováno přibližně 15 000 fotografických desek z uměleckého studia bratří Vargasových. Digitalizované skeny negativů byly provedeny i v případě, když byly originální skleněné negativy poškozeny nebo poničeny. Výstavy a publikace o ateliérové práci bratrů Vargasových pokračují i v 21. století. V roce 2008 vyšla kniha o jejich práci Arequipa en blanco y negro: el estudio de Arte Vargas Hnos. 1912-1930, vyšlo v Madridu. Výstavy se konaly v Santiagu de Chile (2008), v Kolumbii (2012)  a ve Spojených státech (2006–2007).  V roce 2013 se v Peru konala stá výroční oslava založení studia, kterou pořádalo peruánské ministerstvo kultury. 